# Lorenzo Bianconi
Lorenzo Gennaro Bianconi (Minusio, 14 gennaio 1946) è un musicologo svizzero naturalizzato italiano professore emerito dell'Università di Bologna.

## Biografia
Figlio dello storico dell'arte Piero Bianconi, dopo aver studiato musicologia a Basilea, si è addottorato a Heidelberg nel 1974. Ha insegnato a Princeton (1977) e nelle Università di Macerata (1977-1978) e Siena (sede di Arezzo, 1980-1983). Dal 1977 al 2016 ha insegnato all'Università di Bologna, di cui è docente ordinario di Drammaturgia musicale dal 1983. Dal 2006 è Socio corrispondente dell'Accademia delle Scienze di Torino e dal 2017 dell'Accademia Nazionale dei Lincei. Nel corso di un'attività più che quarantennale si è occupato, tra l'altro, delle vicende musicali del XVII secolo, con particolare riferimento al Madrigale, al teatro d'opera e alla librettistica.
Negli anni Settanta ha collaborato alla collana «Musiche Rinascimentali Siciliane» (diretta da Paolo Emilio Carapezza) dell'Istituto di storia della musica dell'Università degli Studi di Palermo e poi alla «Drammaturgia musicale veneta» presso la Fondazione Giorgio Cini di Venezia. Ha diretto o condiretto periodici quali la «Rivista Italiana di Musicologia», «Acta Musicologica» (1987-1991), «Musica e Storia» (1993-2009). Nel 1993 ha fondato l'Associazione fra Docenti Universitari di Musica. Nel 1994 ha fondato a Bologna «Il Saggiatore Musicale». Condirettore della collana «Historiae Musicae Cultores» e «Studi e testi per la storia della musica» dell'editore Leo S. Olschki di Firenze, dal 2011 è consulente della sezione musica del Dizionario biografico degli italiani (Istituto dell'Enciclopedia Italiana) di cui fa parte, dal 2012, del comitato di direzione. Ha presieduto, dal 1987 al 1989 e dal 1994 al 1997, il corso di laurea DAMS dell'Università di Bologna. Dal 1998 al 2001 ha diretto il Dipartimento di Musica e Spettacolo della stessa Università felsinea. Dal 2012 condirige, per Bärenreiter, l'edizione delle opere di Francesco Cavalli. È altresì consulente, per Ricordi, dell'«Edizione critica delle opere di Vincenzo Bellini» e dell'«Edizione nazionale delle opere di Giovanni Battista Pergolesi».
Nel giugno 2021 è stato insignito assieme a Yoshihiko Tokumaru del Guido Adler Prize, premio istituito nel 2017 dalla International Musicological Society in onore di Guido Adler.

## Opere principali
- Lorenzo Bianconi, Il Seicento, Torino, EDT, 1982
- Lorenzo Bianconi, Il teatro d'opera in Italia, Bologna, Il Mulino, 1993
- Lorenzo Bianconi, Storia dell'opera e storia d'Italia, in «Rivista Italiana di Musicologia», a. 9 (1974), Firenze, Olschki, pp. 3–17.
- L. Bianconi, G. La Face Bianconi (a cura di), I libretti italiani di George Friedrich Händel e le loro fonti, 2 voll., Quaderni della «Rivista Italiana di Musicologia», vol. 26, Firenze, Olschki, 1992.
- L. Bianconi, G. Pestelli (a cura di), Storia dell'Opera italiana, Torino, EDT, 1987.
- L. Bianconi, G. Bossa (a cura di), Musica e cultura a Napoli dal XV al XIX secolo, Quaderni della «Rivista Italiana di Musicologia», vol. 9, Firenze, Olschki, 1983.
- L. Bianconi, G. Morelli (a cura di), Antonio Vivaldi: Teatro musicale cultura e società, «Atti del convegno internazionale di studio (Venezia, 10-12 settembre 1981)», 2 tomi, Fondazione Giorgio Cini - Studi di musica veneta. Quaderni vivaldiani, vol. 2, Firenze, Olschki, 1982.
- Antonio Il Verso, Madrigali e tre e a cinque voci. Con sei madrigali di P. Nenna, T. Massaino, I. Baccusi e G. B. Bartoli, trascrizione e prefazione di Lorenzo Bianconi, «Musiche rinascimentali siciliane», vol. 8, Firenze, Olschki, 1978.
- Lorenzo Bianconi (a cura di), La drammaturgia musicale, Bologna, Il Mulino, 1986.